# キッチン革命
『キッチン革命』（キッチンかくめい）は、テレビ朝日系列で2023年3月25日と3月26日に2夜連続で放送されたテレビドラマ。
本作では、実在した2人の女性をモデルに、戦前から戦後の日本で「食の革命」に挑んだ姿を描く。

## あらすじ

### 第1夜（あらすじ）
幼い頃から実験が大好きだった横田綾子は、母・横田房枝が風邪をこじらせて急逝したこともあって医学の道を志す。東京女子医専に進学後、目をかけてくれていた花園順三郎教授の東京帝国大学医学部附属病院花園内科に入局する。男性社会の医学の世界では綾子を認めようとしない者が大半で、挫けそうになる綾子だったが、指導係となった香美昇一は患者や研究に真摯に向き合い続ける綾子の姿を見ていて、「医者として日々やるべきことをやればいい」と励ます。
そんななか、当時の国民病だった脚気の治療に胚芽米が効果があるのではと昇一は光明を見出す。患者になんとか食べてもらうために胚芽米を美味しく炊く研究に二人で取り組み、胚芽米を食べ続けた患者の病状を劇的に改善させる。
さらに、当時の日本でほとんど携わる者のいなかった「栄養学」を花園教授から教わった綾子は、家庭料理から健康を育む研究を目指そうと決意する。昇一と結婚後も医者を続けていた綾子には、毎日料理をする上で母の味を再現できないことが悩みであった。そこで、胚芽米研究の時のように、分量や手順を詳細に数字化して記録した「料理カード」を作ることを思いつく。美味しく栄養のある料理を誰もが作れるようになるための取り組みだったが、レシピという概念のない時代ゆえ、参考にさせてもらおうとしたプロの料理人たちからは猛反発を受ける。それでもどうにか料亭「神楽坂ふかや」の料理人・深谷辰之助らの協力を得て、料理カードを作成していく。さらにそのカードを増やすならもっと仲間がいたほうがいいという昇一の助言で、自宅に「香美女子栄養学園」を設立。栄養学を多くの女性たちに広めることができるようになった。すべて順調に進んでいた二人の暮らしだが、日本が戦争に突入した頃、無理を重ねていた昇一が脳卒中に倒れる。「どちらか一人がいなくなったとしても、栄養学の道を歩き続ける」と綾子に約束させた昇一はやがて旅立つ。空襲によって香美栄養学園が焼失すると、綾子は数人の生徒と田舎に疎開したが、昇一との約束通りそこでも料理カード作りを続ける。また、戦争が終わり焼け野原となった東京に戻ると、大学を作ることを目指す。

### 第2夜（あらすじ）
戦後、復興が進むにつれ都市部への人口集中が加速したことで住宅事情が悪化。この問題を解決すべく日本住宅公団が設立された。その公団住宅の設計チームにアドバイザーとして招かれた建築士の浜崎マホは、予定された坪数や台所の配置などに納得ができず一度は断わろうとする。しかしチームの設計課長・本郷義彦の「妻のために理想の台所を作りたい」という思いを聞き、この仕事を引き受ける。
従来の台所と違い、キッチンに食卓を置く欧米スタイルを「ダイニングキッチン」と名付け、さらに流し台には最新のステンレスを使うと決めると、最初はマホに懐疑的だったチームのメンバーも、「日本の台所に革命を起こしたい」と一切妥協しないマホに巻き込まれていく。
だが全員が一丸となっても、各戸13坪、一戸あたりの予算は75万円、キッチンは4畳半という壁にどうしても阻まれる。キッチンにはそれぞれが知恵を絞り、新たな工夫や改革を加えていったが、ステンレス製の流しを製作するためには、事前に大量の資金を一介の町工場に投入しなければならず、公団の副総裁らにステンレスを使うこと自体を却下されてしまう。しかし、マホや本郷だけでなく、チーム全員と町工場社長・柴田勝郎ら面々が副総裁・鈴木仙吉に熱い思いを伝え、ようやく前例のない資金調達の方法が許される。
半年後、苦労の末にステンレス製の流し台第1号が完成。しかし、新しい配列を組んだ流し台について、家政学の権威である香美女子栄養大学の武内安子教授から横槍が入る。日本の伝統に反する流し台では主婦には負担になるだけだと主張する武内に対し、マホは大学にステンレスの流し台を持ち込むから使ってみてほしいと依頼する。それを知った大学理事長・香美綾子は、それなら主婦たちに従来型と公団型の流し台で実際に調理してもらう比較実験を行おうと提案する。その実験では調理時間はまったく同じという結果が出たが、自ら実験に参加していた綾子が参加者の歩数も計測していて、そちらでは大きな差が付き、武内も公団型の流し台を認める。
やがて完成した公団住宅は「公団2DK」と呼ばれ、戦後の人々の生活に革命を起こすことになる。

## キャスト

### 第1夜

#### 主要人物（第1夜）
香美綾子（かがみ あやこ）
演 - 葵わかな（10歳時：古川凛 / 壮年期：薬師丸ひろ子〈第2夜〉）
第1夜の主人公。東京帝国大学医学部附属医院の内科医。和歌山県出身。
予防医学の観点から目分量と経験の料理の世界に計量カップ、計量スプーンを導入し、革命を起こす。
モデルは医師・医学者・栄養学者で女子栄養大学創立者の香川綾。
香美昇一（かがみ しょういち）
演 - 林遣都
綾子の先輩医師。ビタミンB1が豊富な胚芽米に脚気治療の光明を見出す。後に綾子と結婚する。
モデルは香川綾の夫、香川栄養学園創立者の香川昇三。

#### 周辺人物（第1夜）

##### 綾子の親族
横田茂雄（よこた しげお）
演 - 杉本哲太
綾子の父。江戸時代生まれの堅物。
綾子の医師になりたい強い意志に根負けし、東京に送り出す。
横田房枝（よこた ふさえ）
演 - 石田ひかり
綾子の母。料理上手。
綾子が10歳のころ、風邪をこじらせて急逝する。
横田梅（よこた うめ）
演 - 溜谷惟莉
綾子の姉。
横田フネ（よこた フネ）
演 - 筒井真理子
綾子の叔母。茂雄の妹。東京在住。料理上手。

##### 東京帝国大学医学部
花園順三郎（はなぞの じゅんざぶろう）
演 - 渡部篤郎
教授。同郷の綾子を自身の医局に入局させ、栄養学を紹介した恩人。
モデルは脚気研究の第一人者で香川昇三・綾夫妻の恩師、東京帝国大学医学部教授の島薗順次郎。
熊井（くまい）
演 - 和田正人
花園内科の医師。綾子の先輩。
綾子を女性と見下し、雑用ばかり押し付ける。
八尾（やお）
演 - 上川周作
花園内科の医師。綾子の先輩。熊井の腰巾着。

##### 料亭『神楽坂ふかや』
深谷辰之助（ふかや しんのすけ）
演 - 伊東四朗
綾子が教えを乞う料亭の料理長。
藤子（ふじこ）
演 - 美村里江
仲居。綾子の料理カード作りを手伝う。
鶴見
演 - 坪倉由幸
料理人。
亀田
演 - オラキオ
料理人。
仲居
演 - まつむら眞弓、大脇あかね
綾子の料理カード作りを手伝う。

##### その他
山本与作（やまもと よさく）
演 - 佐伯新
生地屋の店主。東京帝国大学医学部附属医院に入院する脚気の患者。
山本トメ（やまもと トメ）
演 - 片岡京子
与作の妻。
和子、幸子
演 - 中村加弥乃、早坂風海
香美栄養学園の生徒。

### 第2夜

#### 主要人物（第2夜）
浜崎マホ（はまざき マホ）
演 - 伊藤沙莉（第1夜）（幼少期：中野芽愛）
第2夜の主人公。日本初の女性一級建築士。中国・大連市出身。
日本住宅公団の設計チームに加入し、ダイニングキッチンを考案。ステンレスの流し台を実現するため奔走する。
モデルは建築家の浜口ミホ。
本郷義彦（ほんごう よしひこ）
演 - 成田凌
日本住宅公団の設計課長。公団住宅に快適な台所環境を実現しようと、マホに設計チームへの参加を依頼する。
モデルは建築家で「ダイニングキッチン」名付け親の本城和彦。

#### 周辺人物（第2夜）

##### 本郷の親族
本郷栄子（ほんごう えいこ）
演 - 中村アン
本郷の妻。
本郷清（ほんごう きよし）
演 - 宇治本竜ノ助
本郷の息子。

##### マホの親族
浜崎隆二（はまざき りゅうじ）
演 - 毎熊克哉
マホの夫。建築評論家。
モデルは浜口ミホの夫、建築評論家の浜口隆一。

##### 日本住宅公団
津川修平（つがわ しゅうへい）
演 - 戸塚純貴
本郷の部下。設計技師。戦時中は軍需工場に勤務。
モデルは建築家の津端修一。
倉木明夫（くらき あきお）
演 - 佐藤寛太
本郷の部下。設計技師。東北地方出身。
塩野（しおの）
演 - 芹澤興人
設計技師。
佐藤（さとう）
演 - 吉岡睦雄
設計技師。
秘書
演 - 大石彩未
副総裁秘書。
富岡（とみおか）
演 - 板尾創路
副総裁執務補佐。
鈴木仙吉（すずき せんきち）
演 - 北村一輝
副総裁。元銀行員。
モデルは元横浜正金銀行ロンドン支店長で日本住宅公団初代総裁の加納久朗。役名は従来型キッチン「鈴木式高等炊事台」を開発した鈴木仙治。

##### サンシャインウェイ
柴田勝郎（しばた かつお）
演 - 尾美としのり
板金工場の社長。ステンレス製の流し台制作に名乗りを上げる。
モデルはサンウエーブ（現：LIXIL）創業者の柴崎勝男。
村木（むらき）
演 - 寺島進
頑固一徹な工場長。

##### 香美女子栄養大学
武内安子（たけうち やすこ）
演 - 神野三鈴
教授。公団型の流し台の設計配列には、致命的な欠点があると公団に指摘する。
モデルは女子栄養大学教授の武保（たけ やす）。
亜由子（あゆこ）
演 - 花瀬琴音
大学生。
10名の被験者を集め、従来型と公団型の流し台で日本の家庭料理4品目を調理し、時間が短いほうが勝ちとする比較実験を進行する。

## スタッフ
- 脚本 - 羽原大介[1]
- 脚本協力 - 新井静流
- 音楽 - 梶浦由記、寺田志保[29]
- 監督 - 豊島圭介[1]
- 時代考証 - 神楽坂淳
- 料理監修 - 久保美穂子、木村栄至
- 製図監修 - 長野和雄、小牧明史
- 医療監修 - 鈴木紀子
- 撮影 - 藤石修
- Bカメラ - 山本辰也
- 編集 - 山口健
- 整音 - 近藤義兼
- 監督補 - 濱龍也
- 助監督 - 小川岳志
- 選曲 - 谷川義春
- VFXスーパーバイザー - 前川英章（デジタル・フロンティア）
- スタジオ - 東映京都撮影所
- 協力 - 女子栄養大学、北川圭子、都市再生機構
- エグゼクティブプロデューサー - 内山聖子（テレビ朝日）[1]
- プロデューサー - 神田エミイ亜希子（テレビ朝日）、中尾亜由子（東映）、井元隆佑（東映）、百瀬龍介（東映）[1]
- 制作 - テレビ朝日、東映